# Friedrich Conze
Friedrich Leo Carl Conze (* 24. Dezember 1864 in Halle (Saale); † 19. Januar 1949 in Weißenbrunn, Oberfranken) war ein preußischer Verwaltungsjurist und Landrat im Kreis Mogilno (1900–1908).

## Leben
Conze studierte Philosophie und Rechtswissenschaften in Bonn, Leipzig und in Berlin. Er wurde im Sommersemester 1884 Mitglied im Bonner Kreis. Seit 1894 wirkte er im Staatsdienst und amtierte von 1900 bis 1908 als Landrat im Kreis Mogilno in der Provinz Posen. Seit 1908 war er im preußischen Innenministerium als Vortragender Rat für die Ostmark und für Kommunalangelegenheiten des Ostens beschäftigt. Ab 1918 wirkte Conze als Ministerialdirektor im Wohlfahrtsministerium, bis er 1930 in den Ruhestand versetzt wurde. Er war Mitglied der nationalliberalen Deutschen Volkspartei (DVP). Von 1930 bis 1934 amtierte er als Präsident des Evangelischen Bundes.
1931 erhielt Conze die Theologische Ehrendoktorwürde der Universität Halle.
Im Alter von 76 Jahren veröffentlichte Conze 1941 eine Familiengeschichte.

## Schrift
- Die Familie Conze aus Elze. Meinen Kindern und Enkeln gewidmet. Walter de Gruyter & Co, Berlin 1941. (Literaturbericht und Register auf der Internetseite des Heimat- und Geschichtsvereins Elze, abgerufen am 22. Juni 2021).